# Gränspendeln
Gränspendeln (norska: Grensependelen) är en busslinje (Västtrafiks linje 111) mellan Strömstad, Nordby Shoppingcenter, Svinesund, Svinesundsparken och Halden. Huvudansvarig för trafiken är Västtrafik. Vid Svinesund korsas gränsen mellan Norge och Sverige.
Gränspendelprojektet startades 20 juni 2005. Bussarna har haft ganska god beläggning och turtätheten har växt till ca 15 per vardag och riktning. Många av resenärerna är Strömstadsbor som arbetspendlar till köpcentret i Nordby.  
På denna linje gäller inte Västtrafiks rabattkort, och dess periodkort gäller bara på resor inom Sverige och inte över gränsen. Linjen går ca 11 gånger varje dag på vardagar och ca 7 gånger på helger.